# Star Wars: The Clone Wars (datorspel)
Star Wars: The Clone Wars släpptes år 2002 och är ett TV-spel med Star Wars-tema.

## Handling
Spelet tar vid där filmen Star Wars: Episod II – Klonerna anfaller slutar, och spelaren styr figurer som Anakin Skywalker, Mace Windu och Obi-Wan Kenobi.

### Fotnoter
1. ↑  ”Star Wars: The Clone Wars” (på engelska). Mobygames. 10 mars 2002. http://www.mobygames.com/game/star-wars-the-clone-wars. Läst 5 december 2015.